# Jean Perreault
Pour les articles homonymes, voir Perreault.
Ne doit pas être confondu avec Jean Perrault.
Jean Perreault est un homme politique québécois né le 20 septembre 1923 à Saint-Esprit et mort le 24 février 1999 à L'Assomption.
Il étudie à Montréal dans les domaines des mathématiques, de l'économie et de l'administration. Une fois diplômé, il entre comme ingénieur chez Hydro-Québec. De 1960 à 1970, il est maire de L'Assomption. En 1970, il est élu député de L'Assomption sous l'étiquette du Parti libéral du Québec. Il est réélu une fois en 1973, et ne se représente pas en 1976.